# Lena Vedder
Lena Vedder (* 12. August 1995 in Neheim) ist eine ehemalige deutsche Volleyballspielerin.

## Karriere
Lena Vedder hatte sich zunächst mit Tanzen und Leichtathletik beschäftigt, bevor sie über die Schwester einer Freundin zum Volleyball kam. Sie begann ihre Karriere 2004 in der Heimat beim TV Neheim in der Landesliga. 2011 erhielt sie ein Angebot des Sportinternats in Münster. Sie nahm das Angebot nicht an, interessierte sich aber trotzdem für eine höhere Liga und wechselte deshalb zum RC Sorpesee. Mit dem Verein begann sie in der Oberliga und 2015 gelang schließlich der Aufstieg in die Zweite Bundesliga. In der zweiten Hälfte des Jahres 2013 war Vedder nach dem Abitur zwischenzeitlich an einem College in Rhode Island aktiv. In dieser Zeit wechselte die bisherige Außenangreiferin zum Diagonalangriff. 2017 wurde sie vom Bundesligisten USC Münster verpflichtet. Nach einem Kreuzbandriss beim Punktspiel gegen den Schweriner SC im Dezember fiel Vedder für den Rest der Saison aus.
Zur Saison 2019/20 wechselte sie zum Ligakonkurrenten 1. VC Wiesbaden. Zum Zeitpunkt des Saisonabbruchs aufgrund der COVID-19-Pandemie belegte sie mit ihrer Mannschaft den neunten Platz. In der Saison 2020/21 verpasste sie mit der Wiesbadener Mannschaft als Tabellenzehnter erneut die Playoffs. Zur Saison 2021/22 schloss sie sich den Ladies in Black Aachen an.
Im Oktober 2022 verletzte sich Vedder schwer am Knie. In der Folge beendete sie im April 2023 ihre Karriere. Vedder ist Chemieingenieurin und fokussiert sich mit dem Ende ihrer Profilaufbahn auf ihre berufliche Karriere.